# Thomas Heimann
Thomas Heimann es un deportista brasileño que compitió en vela en la clase Soling. Ganó una medalla de oro en el Campeonato Europeo de Soling de 1979.

## Palmarés internacional
| Campeonato Europeo | Campeonato Europeo    | Campeonato Europeo | Campeonato Europeo |
| Año                | Lugar                 | Medalla            | Clase              |
| ------------------ | --------------------- | ------------------ | ------------------ |
| 1979               | La Rochelle (Francia) | Medalla de oro     | Soling             |

1. ↑  En algunas ediciones del Campeonato Europeo se permitió la participación de regatistas de otros continentes.